# VDK Gent Dames
O VDK Gent Dames Volley é um clube de voleibol indoor belga fundado em 1990 cuja sede está em Gante, que possui atualmente um time profissional feminino que conquistou a medalha de bronze na Challenge Cup de 2011-12 e bicampeão nacional.

## História
Na década de 70, época de muitos clubes de vôlei em atividade na região de Gante na década de 1970, como por exemplo: Nova Smash St.-Amandsberg, White Star St.-Amandsberg, Wondelgem, Sugro Destelbergen (mais tarde VC Oostakker), Heren Merelbeke, Dames Merelbeke (mais tarde VOM Gentbrugge), Kelderken Gent, Dames Zwijnaarde, VBK Heusden, VOG Ghent, Takoeny e etc.Não houve nenhuma cooperação entre esses clubes, e era comum naquele tempo "roubar" jogadores dos outros clubes..
Por iniciativa do White Star St.-Amandsberg, os membros do conselho de muitos desses clubes se reuniram, e no entanto, a organização sem fins lucrativos cresceu a partir disso. SAGEVO (Gents Volleybal Partnership) que, após uma minuciosa preparação que levou meses, foi fundada e apresentada oficialmente à imprensa e ao público na Flanders Expo em 19 de janeiro de 1990. Na primeira fase, a colaboração limitou-se aos clubes de voleibol VDK-Wondelgem, Nova Smash Sint-Amandsberg e ao departamento juvenil do VBK Heusden, fundiram e competiram com nome de VDK Gent-Heusden.
Na segunda fase, em maio de 1993, White Star Sint-Amandsberg e VOM Gentbrugge também se associaram e o nome do clube foi abreviado para VDK Gent. Em maio de 1995, a Logeen Gent também passou a fazer parte da parceria.Em 1997, o clube foi dividido em seção feminina e masculina. O mesmo aconteceu com V.C. Oostakker, que também mudou seu nome para VDK Oostakker. E a partir da temporada 1998-99, dois grandes clubes de vôlei foram criados por meio de fusões cruzadas: VDK Gent - Feminino e VDK Gent - Masculino, entre os quais foi assinado um acordo de cooperação de longevidade.
O clube atua em quase todos os níveis, desde a primeira divisão até a liga provincial e todos os níveis da liga juvenil, tornando-o um dos maiores (se não o maior) clube de vôlei feminino do país.O VDK Spaarbank já era um patrocinador (modesto) do VDK Wondelgem. Desde o início, o VDK Spaarbank incentivou a cooperação dos clubes de vôlei de Ghent, aumentando sistematicamente sua contribuição financeira; e por mais de quinze anos tem sido o principal patrocinador.
Na temporada 1995-96, terminou em décimo lugar, na primeira temporada na elite nacional, posição pouco antes do rebaixamento, após uma vitória por 3 a 2 sobre o Leuven (depois iniciar perdendo por 0 a 2).No período de 1996-97, transferência de Irina Pavlova (Reino Unido), primeira jogadora estrangeira, quarto lugar na temporada regular.Na jornada 1997-98, terminou em quinto na temporada regular, sendo semifinalista na fase de playoffs, disputou a Copa CEV e na classificatória terminou em terceiro no grupo.Em 1998-99, terminou em quarto na temporada regular e semifinalista nos playoffs.
Na jornada 1999-00, terminou em quinto na temporada regular, sendo semifinalista na fase de playoffs, disputou a Copa CEV e na classificatória terminou em primeiro no grupo e eliminado nas oitavas de final.Em 2000-01, quinto na fase regular nacional, depois de uma derrota contestada na última rodada em Charleroi (erro pertinente do marcador, como resultado do qual fomos erroneamente impingidos com um erro de rotação. O comitê de recursos julgou procedente e houve nova partida, e o comitê de apelações dois dias depois julgou procedente.), disputou os playoffs, na Copa da Bélgica foi eliminado nas quartas de final.Na temporada seguinte, terminou em sexto e eliminado nos playoffs e avançou as quartas de final da Copa da Bélgica.
Em 2002-03, no elenco estavam apenas jogadoras belgas, terminando em sexto novamente no nacional e eliminado nos playoffs e na Copa da Bélgica.Nas competições de 2003-04, terminou em quinto e nos playoffs foi semifinalista e eliminado na Copa da Bélgica. Na temporada de 2004-05, terminou na fase regular em quarto e alcançou as semifinais nos playoffs, e nova eliminação na Copa da Bélgica; e o time B feminino venceu Taça dos Vencedores da Flandres Oriental, a categoria de infantojuvenil A  foi campeão e mirim B também, e o juvenil foi campeão da Taça da Flandres Oriental, também as meninas em idade escolar venceram a Taça da Flandres Oriental e as estudantes foram campeãs da Bélgica.
Em 2005-06, fase regular em quarto e quarto nos playoffs, perdeu nas semifinais da Copa da Bélgica, participou da Copa CEV e terminou em terceiro na fase de grupos; já o time B alcança a promoção à 2ª Divisão, o juvenil vencem Taça da Flandres Oriental, infanto também e o juvenil sagra-se campeão da Bélgica. No período de 2006-07, terminou em quarto na fase regular e terceiro nas eliminatórias,  vice-campeãs da Copa da Bélgica, participou da Copa CEV e novamente não avança após terceiro lugar no grupo.O time B é promovido à 1ª Divisão, o time D foi  campeão (3º Prov), pré-mirim campeão, mirim também campeão, pré-mirim e infantojuvenil são finalistas da Copa Oost-Vlaanderen.
No período de 2007-08, foi vice-campeão nacional e da Copa da Bélgica, na Copa CEV participou, e também da Challenge Cup, e o time mirim foi campeão, infantojuvenil e estudantes finalista Taça da Flandres Oriental. Na temporada 2008-09, terminou em terceiro no nacional, conquistou a Copa da Bélgica, o time B venceu a Trofee De Doncker, o time C campeão Geral 2ª Prov., infantojuvenil A foi campeão da Prov. infantojuvenil, o infantojuvenil B foi Campeão Geral Reg. infantojuvenil, o time juvenil conquistou Taça da Flandres Oriental, Taça da Flandres e foi campeão da Bélgica.

## Títulos

### Nacionais
- Campeonato Belga: 2
- Campeão:2012-13, 2021-22[3].
- Vice-campeão:2009-10,2010-11,2011-12, 2015-16[3], 2022-23[4]
- Terceiro lugar:2008-09, 2013-14

- Copa da Bélgica: 7
- Campeão:2008-09[3]
- Vice-campeão:2006-07[5], 2007-08[6], 2010-11[7], 2014-15, 2016-17[8], 2021-22[3], 2022-23[9]

- Supercopa Belga: 5
- Campeão:2009[10], 2011[11], 2013[12], 2015[13], 2022[3]
- Vice-campeão:2008[14], 2017[15]

### Internacionais
- CEV Champions League: 0
- Copa CEV: 0

- Challenge Cup: 0
- Terceiro lugar:2011-12[3]